# Ceratostylis lombasangensis
Ceratostylis lombasangensis är en orkidéart som beskrevs av Johannes Jacobus Smith. Ceratostylis lombasangensis ingår i släktet Ceratostylis och familjen orkidéer.
Artens utbredningsområde är Sulawesi. Inga underarter finns listade i Catalogue of Life.